# سفید بند آبی
سفید بند آبی (نام علمی:  Nacaduba angusta[) گونه‌ای پروانه است که در تیره پرنیان‌بالان قرار دارد. زیستگاه این پروانه بیشتر در جنوب آسیا مثل سیکیم، پادشاهی بوتان، آسام، میانمار، جزایر آندامان و جاوه می‌باشد.